# 7195 Danboice
7195 Danboice (1994 AJ) là một tiểu hành tinh vành đai chính được phát hiện ngày 2 tháng 1 năm 1994 bởi T. Kobayashi ở Oizumi.